# 金襴の陣
金襴の陣（きんらんのじん、英: Field of the Cloth of Gold または Field of the Golden Cloth、仏: Le Camp du Drap d'Or）は、フランス、カレー近郊バランゲムの平原で行われたイングランド王とフランス王の会見、あるいはその際に設けられた会場を指す。「錦野の会見」とも呼ばれる。1518年の英仏条約を受けて両君の親交を深めるため、ここで1520年6月7日から6月24日にかけてヘンリー8世とフランソワ1世の会見が行われた。なお英語におけるField of the Cloth of Goldは、特定の金の布地とは関係ないことから一種の語法違反であるが、少なくとも18世紀以降の英語に浸透している呼称である。

## 背景

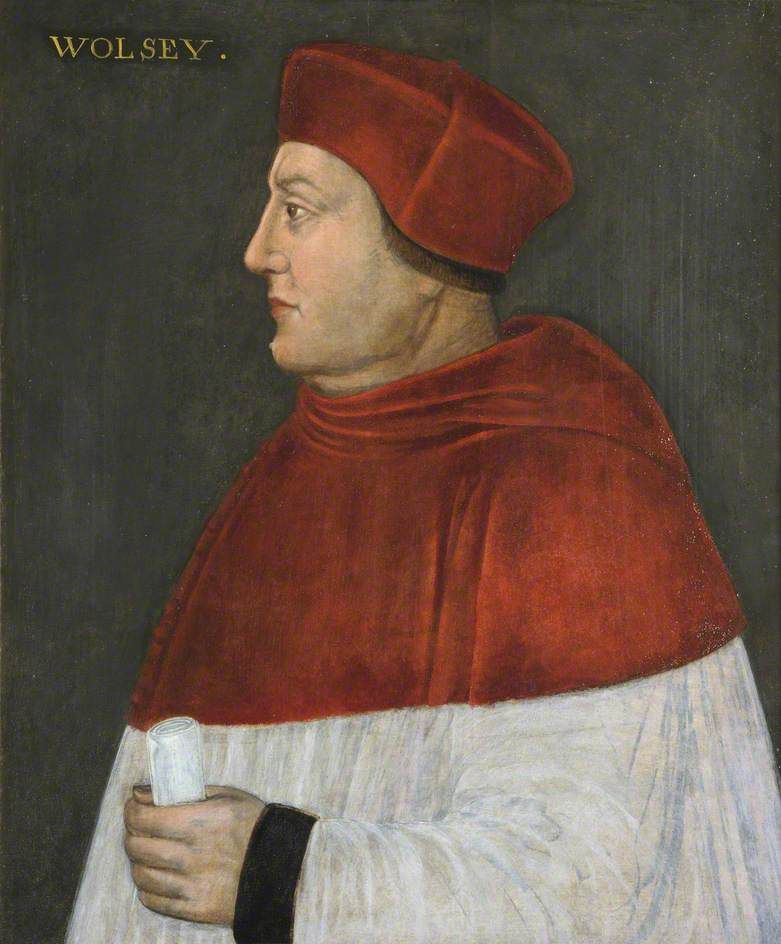
ウルジー枢機卿

この時期にヨーロッパ大陸で2つの強国が誕生していた。フランソワ1世が治めるフランス、カール5世が治める神聖ローマ帝国である。イングランド王国はこの2国から力は劣っており、この2つの主要勢力から同盟国として求められていた。ヨーロッパ南東部へのオスマン帝国拡大に対し抵抗することを支援するヨーロッパ主要国の間で不可侵協定として、1518年、ロンドン条約はまさに締結されたのだった。ヘンリー8世も、金襴の陣の1ヶ月前にカール5世との会見を催した（その中身はバランゲムの会見に劣った）。その後、イングランド王国が大陸で唯一所有していたカレーで会見が行われたのである。
ヘンリー8世とフランソワ1世はどちらもルネサンス期を代表する君主とみなされたい望みを持っていた。ルネサンス期の思想では、強力な君主が権力の場から平和を選ぶことが可能だと考えられていた。会見は、両国の宮廷がいかに壮大であるか、伝統的に敵同士であった国家間の相互の尊敬と平和の根拠にこの会見がどのようにありえたかを示す計画であった。ヘンリー8世とフランソワ1世は、2人とも同年代で颯爽とした男性であるという評判を持ち、互いに対して関心を持っていたことは確かであった。
全ては両国に平等に提供されるよう手配された。会見会場はカレー周辺のイングランド領の境界に位置し、最初の対面の舞台となった谷は2国関係者の高さが等しくなるように整地された。行事の全体はローマ教皇レオ10世の教皇使節として大きな影響力を有していたカリスマ的で雄弁な外交官、トマス・ウルジー枢機卿が計画・実施した。

## 会見

ヘンリー8世

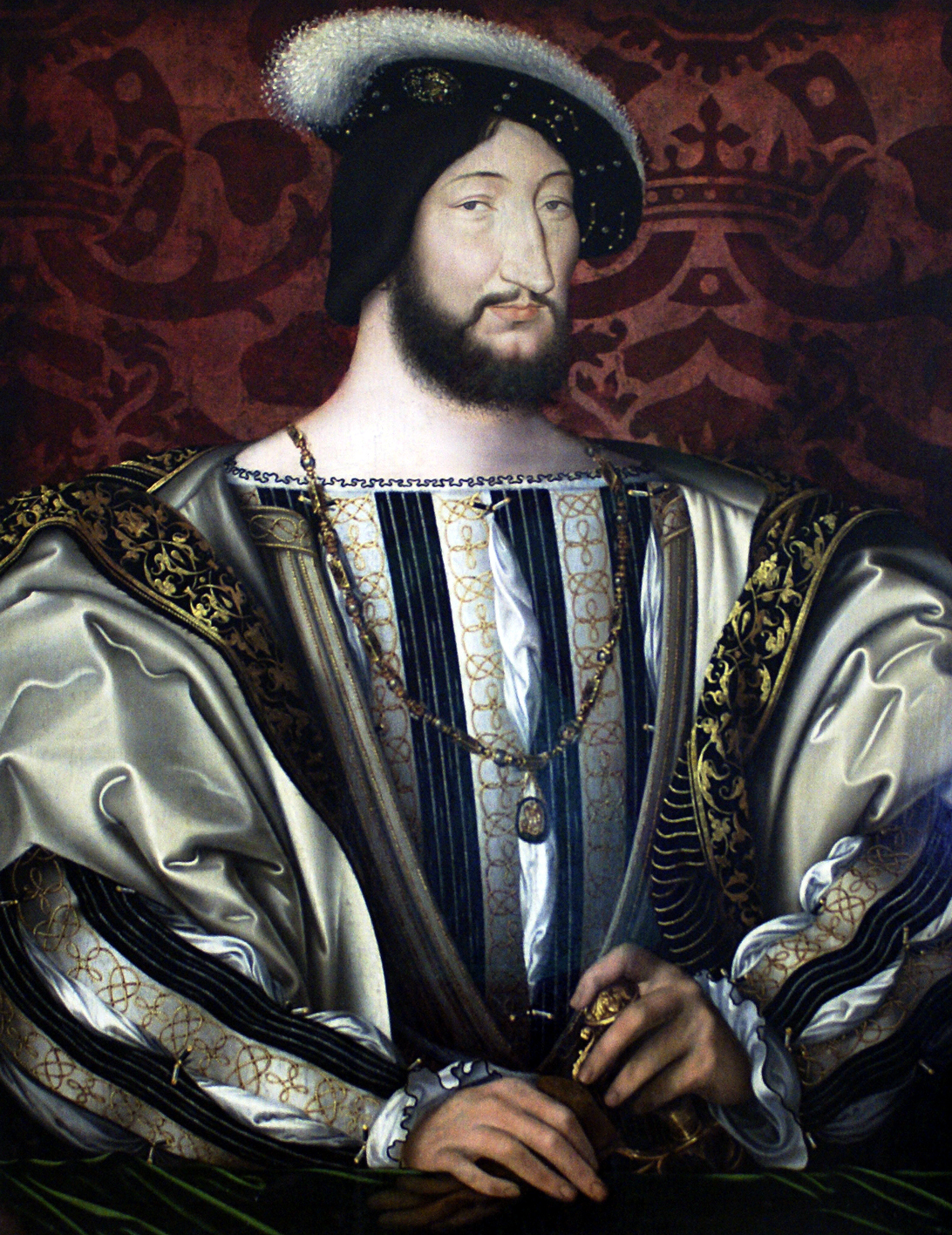
フランソワ1世

まばゆいテントとそれに使われた布、大きな饗宴や音楽の宴、騎馬試合とゲームが行われ、両国の王たちは相手よりも優位に立とうとした。テントと衣装は、会見の場がその名をとって名付けられたように、多くの金糸織り（絹と金糸で織られる高価な織物）で誇示されていた。
最も手の込んだ準備は、2人の君主たちと彼らの大勢の随行員たちの宿泊のためになされた。そしてヘンリー8世側は特に、この会見をヨーロッパ他国へ大きく印象づけることに努力を惜しまなかった。グイド城の前には、およそ10,000平方mの面積をカバーする仮設宮殿がイングランド王の歓迎式典のために建てられた。宮殿は、中心の中庭とともに4つのブロックがあった。両側は長さおよそ91mであった。唯一の頑丈な部分は、およそ2m半の高さのレンガでできた基礎であった。レンガ基礎の上に、10mの高さの壁が、材木枠にキャンバス地か布を貼って作られ、石かレンガに見えるよう塗られた。傾斜している屋根は、スレートに見間違える鉛色で塗られた油布で作られていた。同時代の人々は、宮殿の客が屋外にいるよう感じた、宮殿内の巨大な一面のガラスについて特にふれている。それは最もぜいたくな流行の品で飾られ、黄金の装飾がふんだんに備えられていた。赤ワインが外の2つの泉から流れていた。付属礼拝堂には35人の聖職者が仕えていた。作曲家ジャン・ムートンは、フランソワ1世より音楽の宴の担当者とされたといわれている。フランスの王室礼拝堂には、ヨーロッパで最も優れた合唱隊に数えられた合唱隊がいた。同時代の話では、彼らが『聴衆を喜ばせた』ことが示されている。テントの一つに使われた木製の天井は、後にアイサム・モート内の新礼拝堂に設置されたのかもしれない。天井は色が褪せているものの、金襴の陣の特徴がいまも見られるのである。
ヘンリー8世の随行員の規模は、一ヶ月で2200頭のヒツジと、同程度の食品が消費されたという事実から推測できる。城の向こうの平原では、2800ものテントが階級の低い訪問客のために設営された。その全体の眺めは大きな動画であった。その服装でわかるように、贅沢に着飾った貴婦人と騎士たちは栄光と騎士道時代の道楽の復活を熱望し、あらゆる種類の山師、乞食、行商人が会場に押しかけていた。
カレーからの旅路でヘンリー8世は、1520年6月4日にギーヌにある自分の本拠に到着した。そしてフランソワ1世はアルドルにある宮殿を住居に定めた。ウルジー枢機卿が見事な輿に乗ってフランス王を訪問した後、2人の王たちは6月7日にヴァル・ドール（2つの滞在場所の中間点にあたる）で顔を合わせた。
その後の数日間、両王が参加した騎馬試合で日程がふさがった。王たちが互いの王妃をもてなした晩餐会があった。イングランドとフランスの参加者による弓矢の大会、レスリング大会も行われた。
聖体の祝日である6月24日、ウルジーがミサを執り行い、2人の王は互いに別れを告げた。ミサそのものは、空飛ぶドラゴンまたはサラマンダーが参加者の上を飛ぶという怪事件によって中断された。迷信深い者たちはこれを大きな兆候とみなしたが、これはおそらく偶発的か故意に放たれた花火であろう。説教は、エラスムスの親友であるリチャード・ペイスが朗読した。なお、ウルジーは列席者全員に贖宥状を与えている。

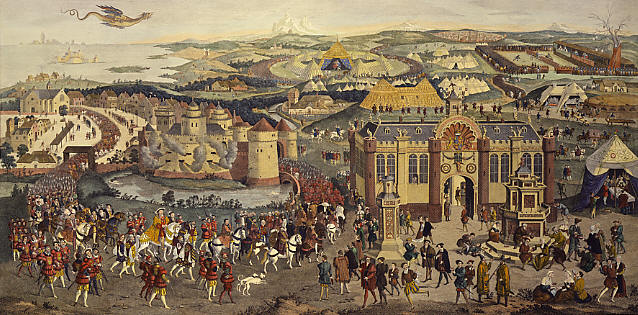
金襴の陣

## 結果
この会見は同時代の人々に大きな印象を与えた。しかし政治的成果は非常に小さかった。あるフランス人の話では、ヘンリー8世はフランソワ1世とのレスリング試合で負けたことで明らかに不機嫌になっていた。
英仏の二国間関係は、ウルジーがカール5世との同盟を取り決めた後急激に悪化した。カール5世は1521年に始まった第三次イタリア戦争で、フランスに対して宣戦を布告したのである。

## 参照
- Russell, J.G. (1969). Field of Cloth of Gold: men and manners in 1520. London: Routledge. ISBN 0-7100-6207-9

1. ↑  Gustave Reese, Music in the Renaissance, p. 291.  New York, W.W. Norton & Co., 1954.  ISBN 0-393-09530-4
2. ↑  Nicholson, N. & Fawcett, E. Ightham Mote. National Trust (1994)

- この記事にはアメリカ合衆国内で著作権が消滅した次の百科事典本文を含む: Chisholm, Hugh, ed. (1911). "Field of the Cloth of Gold". Encyclopædia Britannica (英語). Vol. 10 (11th ed.). Cambridge University Press. p. 327.